# Prionus imbricornis
Prionus imbricornis är en skalbaggsart som beskrevs av Carl von Linné 1767. Prionus imbricornis ingår i släktet Prionus och familjen långhorningar. Inga underarter finns listade i Catalogue of Life.

## Bildgalleri

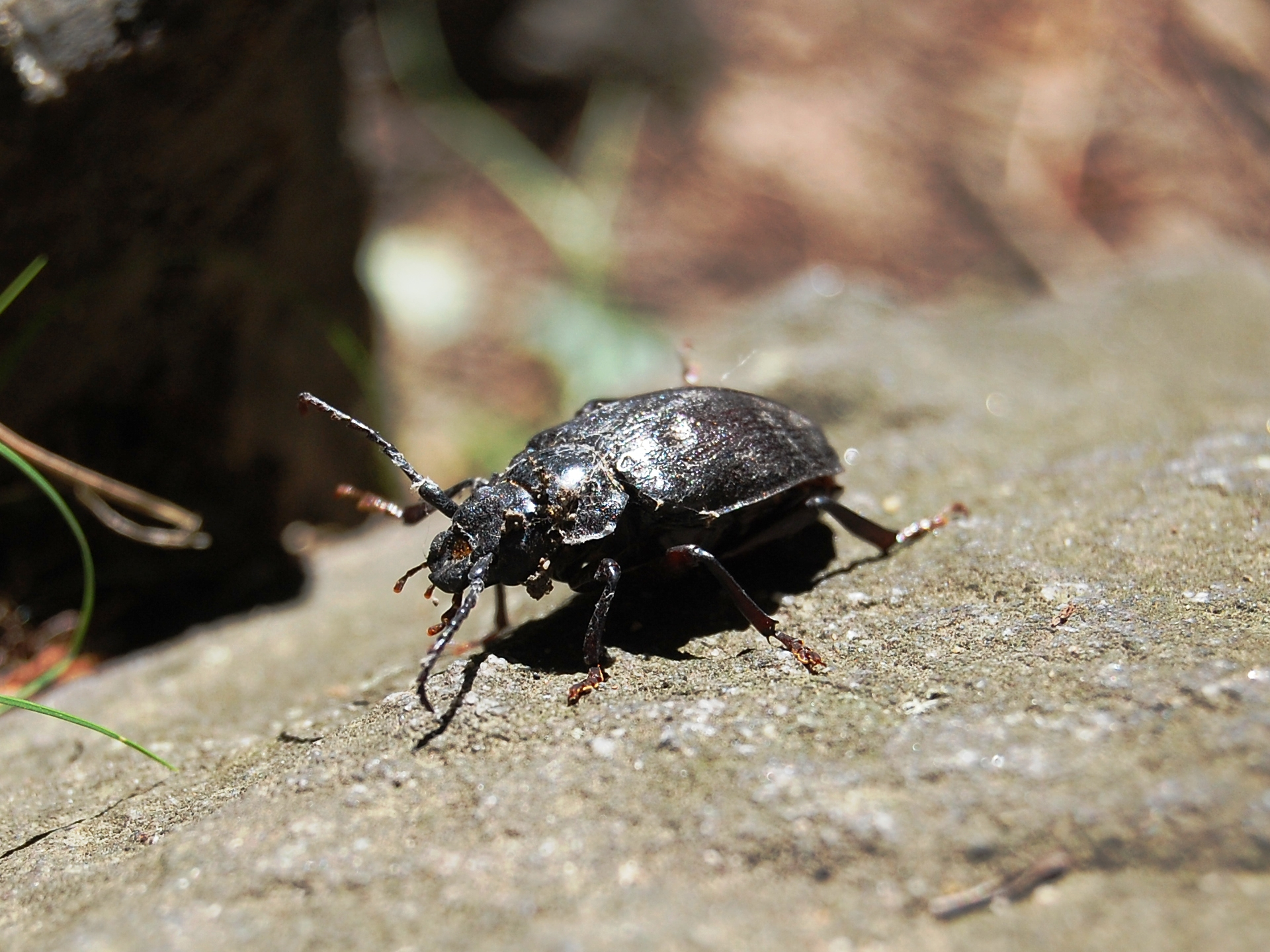
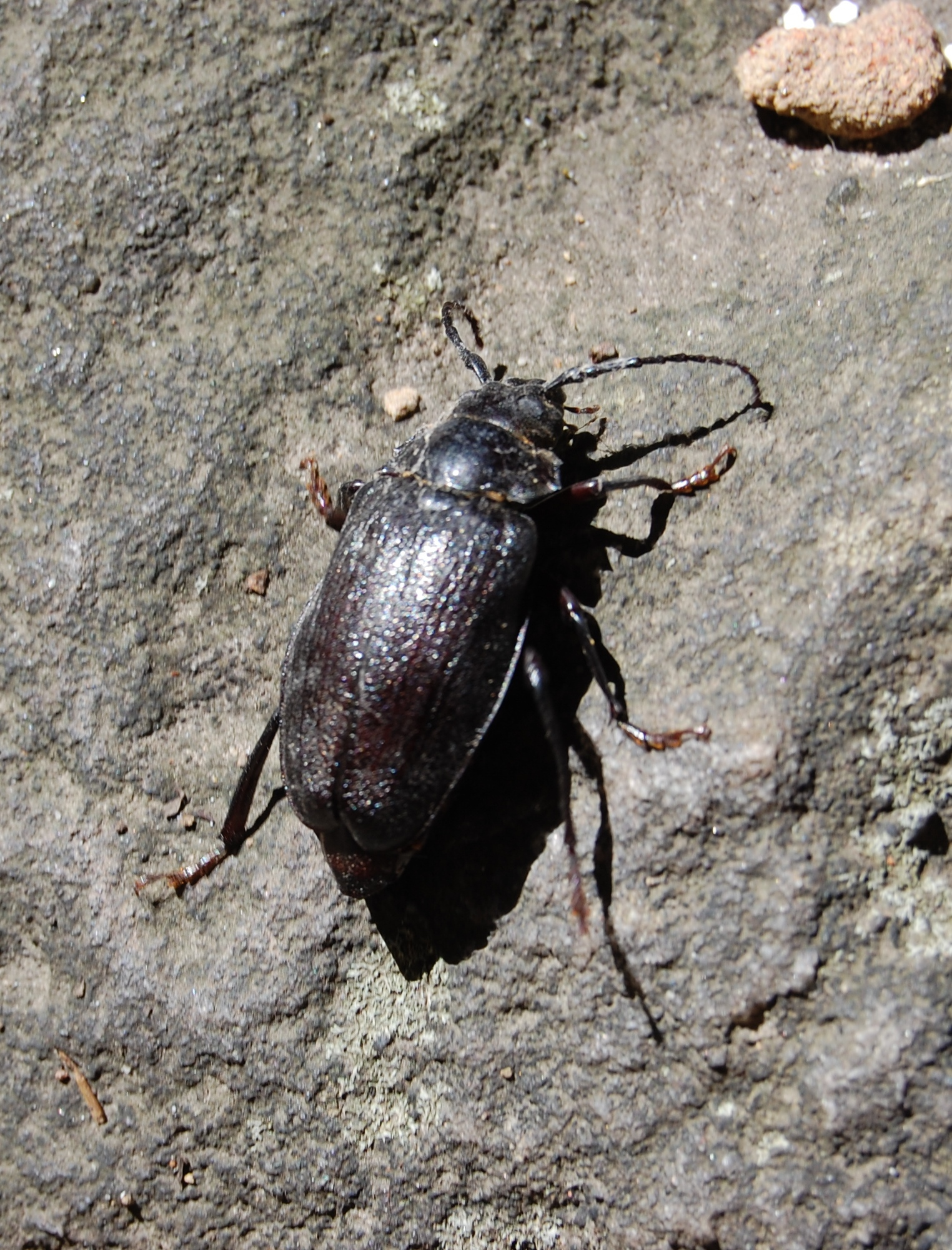